# 아시카가 요시테루

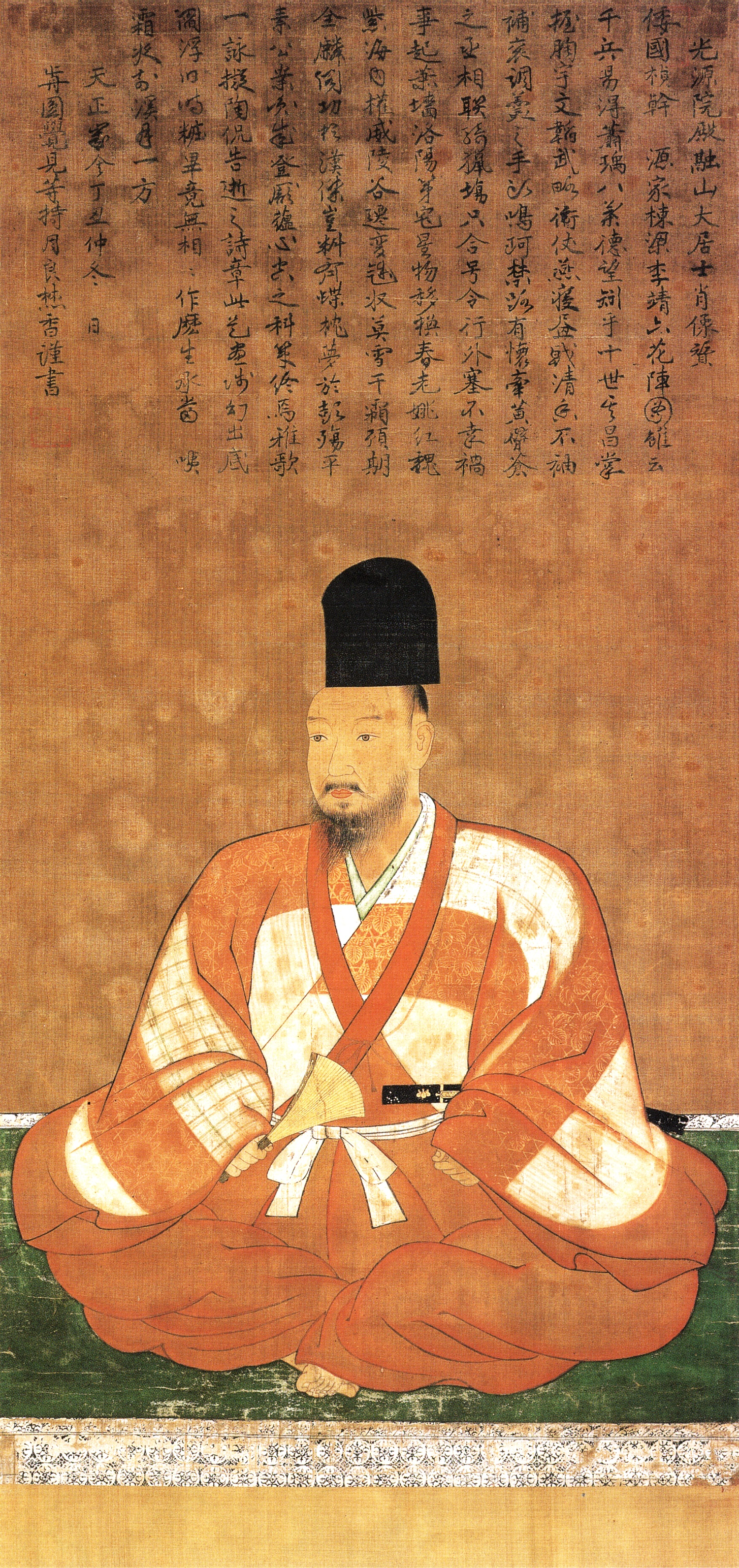
아시카가 요시테루

아시카가 요시테루(일본어: 足利義輝, 1536년 3월 31일 ~ 1565년 6월 17일)는 일본 무로마치 막부의 13대 쇼군(재위 1546년 ~ 1565년)으로 12대 쇼군 요시하루의 장남이다. 14대 쇼군 요시히데는 사촌동생, 15대 쇼군 요시아키는 친동생이다.

## 생애

### 유소년기
덴분 5년(1536년) 3월 10일, 제12대 쇼군 아시카가 요시하루의 적남으로서 히가시야마 난젠사에서 태어난 그는 태어나자마자 외할아버지인 고노에 히사미치의 조카로 입적된다. 아명은 기쿠도마루(菊童丸). 그가 출생할 당시 아버지 요시하루는 간레이(管領)인 호소카와 하루모토(細川晴元)와 대립하여 자주 다투었으나 연전연패하여 오미(近江)의 사카모토(坂本)·구쓰키(朽木)로 달아났다 다시 교토로 돌아오는 일을 반복하고 있었다. 이후 덴분 15년(1546년) 12월, 11세의 나이로 아버지로부터 쇼군 자리를 넘겨주었을 때조차, 그 취임식을 교토가 아닌 망명지 사카모토의 히요시 진쟈(지금의 히요시 다이샤)에서 행했을 정도였다. 그곳에서 기쿠도마루는 롯카쿠 사다요리를 에보시오야(烏帽子親, 일종의 대부)로 하여 원복을 치르고, 이름을 요시후지(義藤)라 칭했다. 2년 뒤인 덴분 17년(1548년)에 요시하루는 하루모토와 화해하고 교토로 돌아왔다. 이때 하루모토도 요시후지의 쇼군 취임을 인정했다고 한다.

### 미요시 나가요시(三好長慶)와의 항쟁
이 때 하루모토의 가신이던 미요시 나가요시가 하루모토를 저버리고 호소카와 우지쓰나(호소카와 다카쿠니의 양자)를 편들며 기나이에서 세력을 계속 넓혀갔다. 이에 밀려 요시하루-요시후지 부자와 하루모토는 재차 교토에서 쫓겨나 사카모토로 물러나 죠자이 사(常在寺)에 머물렀다. 덴분 19년(1550년)에 아버지 요시하루가 상재사에서 사망한 뒤, 가타타(堅田)로 옮겼다가 이듬해에 구쓰키로 옮겨갔다.
덴분 21년(1552년) 1월, 호소카와 우지쓰나를 간레이로 인정한다는 조건하에 나가요시와 화평을 맺고 요시후지는 교토로 돌아왔다. 이때의 쇼군이란 간레이직을 맡고 있던 나가요시와 그의 가신 마쓰나가 히사히데의 꼭두각시에 불과한 존재였다. 이듬해(1553년) 요시후지는 다시 하루모토와 손잡고 나가요시와 싸웠지만 또다시 패배하고, 오미의 구쓰키로 도망쳐 그곳에서 5년을 지냈다. 이름을 요시테루(義輝)로 바꾼 것도 이곳에서 머무르던 중인 덴분 23년(1554년) 2월 12일의 일이었다.
에이로쿠 원년(1558년) 5월, 롯카쿠 요시카타의 지원을 받아 하루모토와 함께 사카모토로 옮겨간 요시테루는 그곳에서 다시 교토 귀환을 꾀한다. 다음 달에 뇨이가다케에 진을 치고 미요시측 군사와 교전했는데, 처음에는 롯카쿠 요시카타의 지원을 받은 요시테루가 우세했으나 나가요시의 동생인 미요시 요시카타(三好義賢)의 분전, 그리고 롯카쿠 씨로부터의 지원 중단 등으로 인해 다시 밀리게 되었다. 11월에 롯카쿠 요시카타의 중개로 나가요시와의 사이에 화해가 성립되면서 교토에서 내쫓긴지 5년 만에야 다시 교토로 돌아올 수 있었고, 쇼군에 의한 바쿠후 정치도 재개되었다. 나아가 12월 28일에는 큰아버지 고노에 다네이에(近衛稙家)의 딸을 정실로 맞이했다. 나가요시의 권세는 더욱 커졌고 바쿠후의 요직과 함께 슈리다이후(修理大夫)로 추천되어 바쿠후의 실권까지 쥐게 되었으며, 그와 동시에 암살 위기를 여러 번 맞게 되는데 이는 모두 요시테루의 배후 조종이 있었다고 알려져 있다.

### 쇼군의 직접통치
요시테루는 막부의 권력과 쇼군 권위의 부활을 위해 왕성한 정치적 활동을 한 쇼군으로도 알려져 있다. 그는 여러 쿠니의 센고쿠다이묘들과의 우호를 닦는 데에 진력했는데, 대표적인 것으로 다테 하루무네(伊達晴宗)·다네무네(稙宗) 부자(덴분 17년 즉 1548년), 다케다 하루노부(武田晴信)와 나가오 가게토라(長尾景虎)(에이로쿠 원년 즉 1558년), 시마즈 다카히사(島津貴久)와 오토모 소린(大友宗麟), 모리 모토나리(毛利元就)와 아마고 하루히사(尼子晴久)간의 분쟁(에이로쿠 3년 즉 1560년), 모리 모토나리와 오토모 소린(에이로쿠 6년 즉 1563년), 나가오 가게토라·호조 우지마사(北條氏政)·다케다 하루노부(에이로쿠 7년 즉 1564년) 등의 다이묘들간의 항쟁에 적극 개입, 조정하여 다이묘들 사이에 쇼군의 존재를 부각시켰다.
또한 회유책으로서 오토모 요시시게(大友義鎮)를 치쿠젠·부젠의 슈고(守護), 모리 다카모토(毛利隆元)를 아키의 슈고로 임명하고, 미요시 나가요시·요시오키(義興) 부자와 마쓰나가 히사히데에게 막부의 상징인 동문(桐紋)의 사용을 허락했다. 나아가 유력한 인물들에게 적극적으로 자신의 이름자인 '데루(輝)'를 헨기(偏諱)로서 모리 데루모토(毛利輝元)·다테 데루무네(伊達輝宗)·우에스기 데루토라(우에스기 겐신) 등의 여러 다이묘 및 아시카가 일문의 아시카가 데루우지 등에게 주기도 했다(요시테루로 이름을 바꾸기 전의 이름자에서 따온 '후지'(藤), 혹은 아시카가 막부의 통자인 '요시'(義)를 헨기로 준 경우도 있었다) 이러한 요시데루의 정치적 수완은 "천하를 다스릴 만한 그릇을 갖춘"(아노기(穴太記)) 것으로 평가되었고, 오다 노부나가(織田信長)나 우에스기 겐신 등은 교토로 와서 요시테루를 알현하고 오토모 소린은 총을 헌상하는 등, 여러 다이묘가 쇼군의 권위를 인정하기에 이르렀다.
에이로쿠 연간에 시나노(信濃) 국 북부를 둘러싸고 일어난 가이의 다케다 신겐과 에치고의 나가오 가게토라(우에스기 겐신) 사이의 가와나카지마 전투에서 둘 사이의 조정에 나서서, 에이로쿠 원년(1558년)에 신겐을 시나노의 슈고로 임명하지만, 신겐은 거듭 나가오 가게토라의 시나노 철군을 요구했고 요시데루가 가게토라의 시나노 출병을 인정하면서, 에이로쿠 4년에는 신겐에게 내쫓겨 망명중이던 전(前) 시나노슈고 오가사와라 나가토키의 귀국 지원을 명하고 있다.

### 최후
에이로쿠 원년(1558년), 요시데루가 교토로 돌아온 뒤에도 미요시 나가요시의 권세는 계속되었다. 하지만 거기에 반발하는 하타케야마 다카마사나 롯카쿠 요시카타가 기나이에서 봉기하고, 미요시 일족의 요시카타가 쿠마이덴(久米田)의 싸움에서 전사하는 등 미요시씨 집안에 쇠퇴 조짐이 보이기 시작했다. 이 와중인 에이로쿠 5년(1562년) 나가요시와 손잡고 막부의 정치를 독점하던 만도코로의 집사 이세 사다타카(伊勢貞孝)가 나가요시와 반목하게 되자, 요시데루는 나가요시를 지지하면서 사다타카를 경질하고 셋쓰 하루카도(攝津晴門)를 만도코로의 집사로 앉혔다. 격노한 사다타카는 반란을 일으켰지만, 9월에 나가요시에게 토벌된다. 이로써 쇼군의 개입조차 허락하지 않을 만큼의 영향력을 보유해온 이세씨 집안에 의한 만도코로 지배는 막을 내렸고, 쇼군이 만도코로를 장악할 단초를 마련하게 되었다. 여기에 에이로쿠 7년(1564년) 7월, 미요시 나가요시가 병사한다. 정적이 모두 사라진 요시데루는 이것을 기회로 드디어 막부 권력의 부활을 꿈꾸며 더욱 많은 정치활동을 하기로 결의한다.
그러나 나가요시의 사후에 막부를 배후 조종하려던 마쓰나가 히사히데나 미요시 산닌슈(三好三人衆)에게 있어 적극적 활동을 펼치는 요시테루는 방해물에 불과했다. 이에 그들은 아시카가 요시타네(足利義稙)의 양자인 요시쓰나(義維)와 손잡고, 요시테루를 제치고 요시쓰나의 아들 요시히데(義英)를 새로운 쇼군 후보로 옹립한다. 한편으로 요시테루가 의지하고 있던 오미 롯카쿠씨는 에이로쿠 6년(1563년)의 간논지(観音寺)에서 있었던 소동 이후 영지 오미를 떠나 교토로 올 수 없는 상황이었다.
에이로쿠 8년(1565년) 5월 19일, 히사히데와 산닌슈는 주군인 미요시 요시쓰구(三好義繼, 나가요시의 조카)와 함께 요시히데를 앞세워 모반을 일으켜, 요시테루의 본거지인 니조성(니조고쇼, 二條御所)로 쳐들어간다. 이것이 에이로쿠(永綠)의 변(變)이다. 요시테루는 가미이즈미 노부쓰나, 쓰카하라 보쿠덴 등에게서 사사한 검술의 달인으로, 용맹하게 싸웠으나 결국 중과부적으로 전사하였다. 마지막에는 암살자들이 사방에서 다다미를 방패삼아 한꺼번에 돌진해 요시테루를 죽였다고 한다. 향년 30세(만 29세). 이때 셋쓰 하루카도의 적자 치요마루(千代丸)과 요시테루의 생모 게이쥬인(慶壽院)도 함께 죽었다.

## 인물
- 가미이즈미 노부쓰나(上泉信綱)·쓰카하라 보쿠덴(塚原卜伝)에게 검술을 배웠고, 또한 쓰카하라 보쿠덴으로부터 쓰카하라 검술의 오의(奧義)인 하나의 칼이라는 '이치노타치(一の太刀)'를 배워서 가마쿠라에서 에도에 이르는 역대 쇼군 중에서 가장 무술이 뛰어난 인물로 전해지고 있다.[2] 실례로 마쓰나가 히사히데 등이 니죠고쇼를 습격해 왔을 때 여러 개의 명검을 미리 준비해서 방바닥인 다다미에 꽂아두었다가 날이 무뎌진 검은 던져버리고 새 검을 뽑아 가면서 싸웠던 데에서 오늘날의 검호(劍豪), 검성(劍聖) 쇼군 등의 별명의 유래가 되었다. 요시테루의 검술에 놀란 암살자들인 자객들은 옷가지며 문짝을 일제히 던져 그를 넘어뜨린 뒤, 깔아뭉갠 그 위에서 창으로 수십 번을 찌르고서야 간신히 그를 죽일 수 있었다.
- 무로마치 막부의 역대 쇼군 가운데 가장 패기 있고 무사다웠던 쇼군으로 평가받는다. 활발한 정치 활동으로 일시적이나마 쇼군의 권위가 회복된 점은 높이 살 만한 점이지만, 화평 후 쇼군의 권력을 뒷받침하고 있다 할 수 있던 미요시 나가요시를 암살하려는 등, 넓게 보지 못하는 행동을 보이기도 했다. 그리고 그가 피살됨으로써 쇼군의 권위는 다시 실추되었다. 五月雨は　露か涙か　不如帰　我が名をあげよ　雲の上まで(5월의 비는 이슬인가 눈물인가, 두견새여 내 이름을 구름 위까지 전해다오)라는 절명시에서 마지막까지 야심을 버리지 못했던 사실을 엿볼 수 있다.
- 요시테루는 막부의 거점을 옮긴 쇼군이기도 하다. 새로운 거점으로 삼은 부에이진(武衛陣)은 본디 시바씨의 저택으로, 이후 대규모의 확장공사를 거쳐 성곽에 준하는 규모와 설비를 갖추게 되어 구 니조성이라고 불리기도 한다.
- 덴분 23년(1554년)에는 오토모씨 집안으로부터 총과 화약에 관련된 서적을 기증받았고, 에이로쿠 3년(1560년)에는 크리스트 교의 선교를 허가하는 등, 새로운 문물에 관심이 많았던 것으로 추정된다. 다만 그보다 조금 빨리 미요시 씨가 자신의 영내에서의 크리스트 교의 선교를 허가했음에 주목할 필요가 있다. 즉 크리스트 교에 대한 선교 허가는 요시테루 개인의 기호나 취향보다는 미요시 씨에 대항하여, 또는 미요시 씨의 의향에 따른 것이었을 가능성도 배제할 수 없다. 아울러 에이로쿠 8년(1565년)에는 오기마치(正親町) 천황으로부터 예수회를 교토로부터 추방하라는 명을 받았지만 이를 무시한다.

## 관직 이력
※ 음력 날짜임.
- 덴분15년(1546년)
  - 7월 27일 종5위하로 서임.
  - 11월 19일 정5위하로 승진, 사마노스케(左馬助) 임관.
  - 12월 19일 성인식을 치르고 요시후지(義藤)라 칭함.
  - 12월 20일 정4위하로 승진, 세이이타이쇼군(征夷大將軍)에 임명됨.
- 덴분16년(1547년)
  - 2월 17일 산기(参議)에 임명되고, 사콘에노츄조(左近衛中将)까지 겸임하게 된다.
- 덴분23년(1554년)
  - 2월 12일 종3위로 승진, 이름을 요시테루로 고침.
- 에이로쿠8년(1565년)
  - 5월 19일 에이로쿠의 변으로 피살.
  - 6월 7일 종1위 다이조다이진(太政大臣)으로 추존됨.[3]

## 요시테루의헨기를 받은 사람
※ 주요한 인물만 소개한다.

### 藤
- 아시카가 후지우지(足利藤氏)
- 잇시키 후지나가(一色藤長)
- 호소카와 후지카타(細川藤賢)
- 호소카와 후지타카(細川藤孝)

### 義
- 모가미 요시아키(最上義光)
- 시마즈 요시히사(島津義久)
- 미요시 요시오키(三好義興)
- 다케다 요시노부(武田義信)
- 아사쿠라 요시카게(朝倉義景)
- 사가라 요시하루(相良義陽)
- 아마고 요시히사(尼子義久)

### 輝
- 호소카와 데루쓰네(細川輝経)
- 오우치 데루히로(大内輝弘)
- 우에스기 데루토라(上杉輝虎)
- 다테 데루무네(伊達輝宗)
- 닛키 데루쓰나(仁木輝綱)
- 모리 데루모토(毛利輝元)